# Atalaia (Paraná)
Atalaia is een gemeente in de Braziliaanse deelstaat Paraná. De gemeente telt 3.645 inwoners (schatting 2009).

## Aangrenzende gemeenten
De gemeente grenst aan Flórida, Lobato, Mandaguaçu, Nova Esperança, Presidente Castelo Branco en Uniflor.